# Drienovská Nová Ves (stacja kolejowa)
Drienovská Nová Ves – stacja kolejowa znajdująca się we wsi Drienovská Nová Ves w powiecie Preszów w kraju preszowskim na Słowacji.